# 月湖袁宅
29°52′7.07″N 121°32′21.07″E / 29.8686306°N 121.5391861°E
月湖袁宅位于浙江省宁波市海曙区，是一座清代道光年间建筑，主人为曾任道员的袁仰周。清代文学家姚燮曾在此居住并称之为“枕湖草堂”。建筑位于月湖月岛7、14、16号，坐北朝南，由倒座、正厅、厢房、附楼等建筑组成，2005年4月17日宁波茶文化博物院在此开院，10月28日正式开放。2023年9月1日公布为宁波市文物保护单位。